# Today is Your Day
"Today is Your Day" é uma canção da cantora country canadense Shania Twain, e single promocional feito exclussivamente para promover seu Programa de TV, "Why Not? com Shania". O Programa de Tv, assim como a musica, traz o tema superação, sendo uma musica motivacional. Escrito por ela mesma a música é produzida por Shania, David Foster e Nathan Chapman, a canção foi lançada para os varejistas digitais e rádio do país em 12 de junho de 2011. A canção é o seu primeiro single em seis anos, apesar dos poucos meses que se seguiram, Shania planeja voltar ao estúdio para fazer o seu quinto álbum de estúdio.

## Desempenho nas paradas musicais
| Parada musical (2011)                        | Melhor posição |
| -------------------------------------------- | -------------- |
| Estados Unidos - Billboard Hot Country Songs | 40             |
| Estados Unidos - iTunes Store                | 10             |
| Estados Unidos - Billboard Digital Songs     | 40             |
| Estados Unidos - Billboard Hot 100           | 66             |

## Lista de faixas
- Download digital

1. "Today is Your Day" - 3:14